# 게이오 전철 버스
게이오 전철 버스(일본어: 京王電鉄バス株式会社 게이오 덴테쓰 바스[*])는 2002년 2월 1일에 게이오 전철에서 분할해 버스 사업부로 설립했고, 같은 해 8월 1일부터 운행에 들어갔다.
게이오 그룹의 모기업으로 계열사는 게이오 버스(일본어: 京王バス株式会社 게이오 바스 카부시키가이샤[*])가 있으며, 본 회사와 같이 게이오 전철 버스 그룹(일본어: 京王電鉄バスグループ 게이오 덴테츠 바스 구루우푸[*])을 형성하고 있다.
본사는 도쿄도 후추시 하루미쵸 2-22에 위치해 있으나, 실질적인 본사는 도쿄도 다마시 세키토 1쵸메 9-1에 위치해 있다. 회사의 캐치프레이드는 항상 고객이 주역입니다(일본어: 常にお客様が主役です 츠네니 오캬쿠사마가 슈야쿠데스[*])로 현재 게이오 전철 버스는 시내버스, 고속버스를 운영하고 있다.

## 같이 보기
- 게이오 전철